# Liste des canaux de Castello

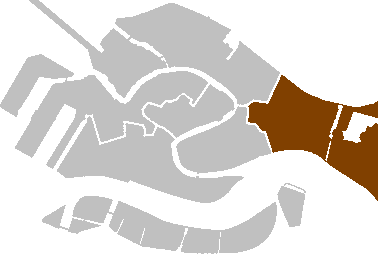
Localisation de Castello à Venise.

Cet article recense les canaux de Castello, sestiere de Venise en Italie.

## Généralités

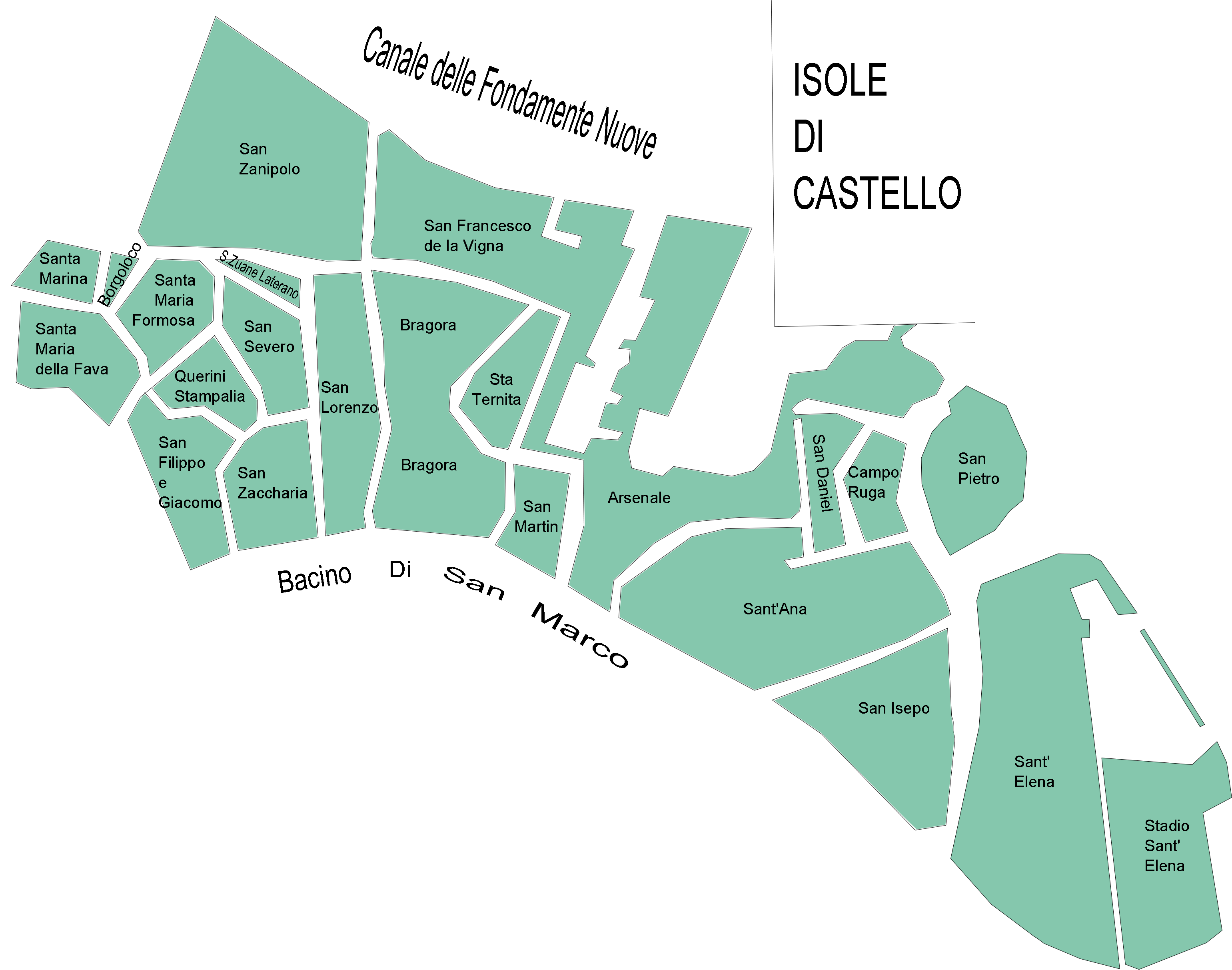
Carte des îles formant Castello.

Comme les autres sestieri de Venise, Castello est composé de plusieurs îles distinctes, séparées par des canaux. 
Situé dans le nord-est de Venise, Castello est limitrophe des sestieri suivants :
- Au nord-ouest : Cannaregio
- Au sud-ouest : San Marco

Au nord, à l'est et à l'ouest, le sestiere donne sur la lagune de Venise.

## Canaux

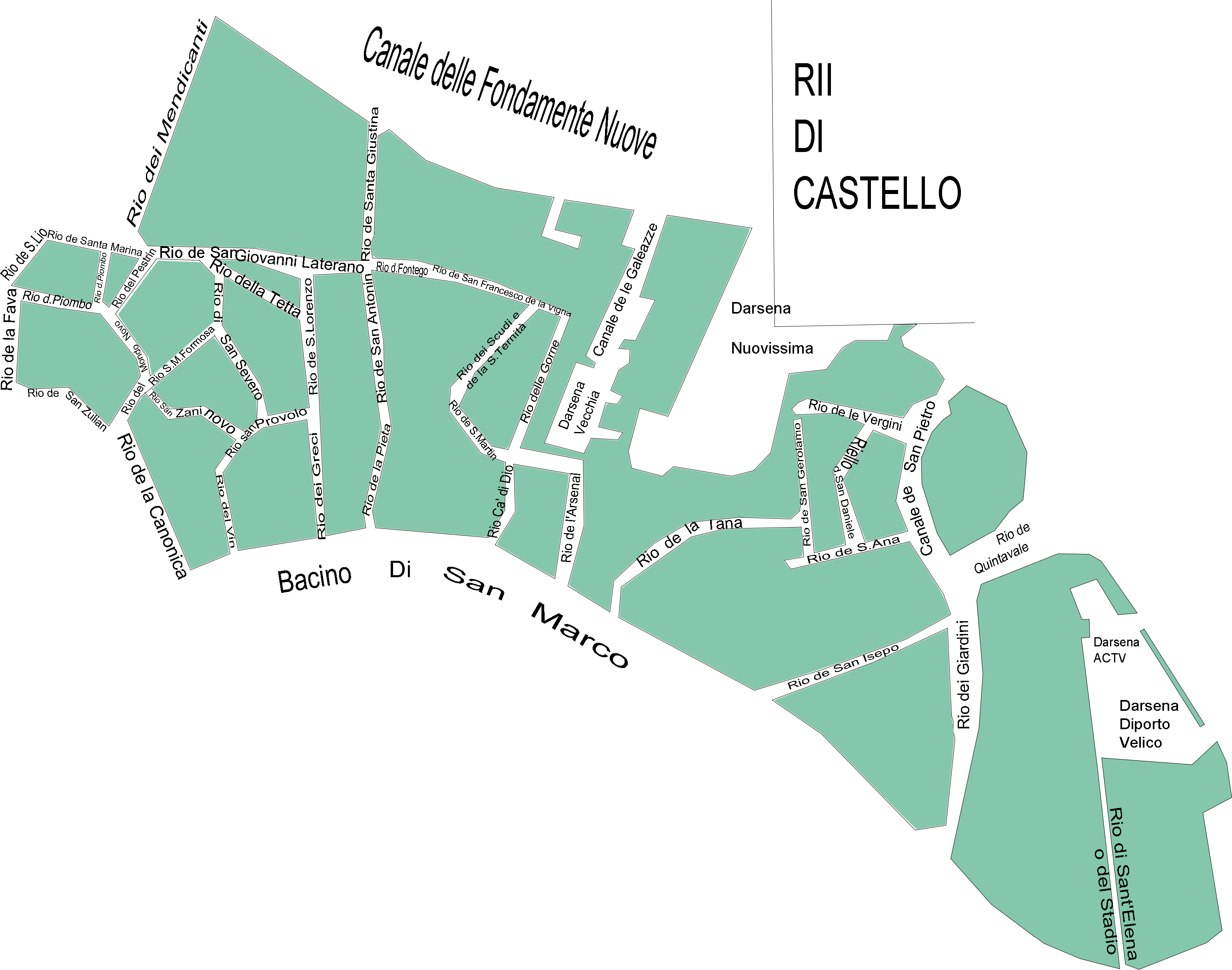
Carte des canaux de Castello.

### Canaux limitrophes
En partant du nord et dans le sens des aiguilles d'une montre, Castello est délimité par les canaux (ou étendues d'eau) suivants :
- Sur la lagune de Venise :
  - Canale delle Fondamente Nuove
  - Bassin de San Marco

- Limite avec San Marco :
  - Rio de la Canonica (ou del Palazzo, ou de la Paglia)
  - Rio di San Giuliano (ou de la Guerra)
  - Rio de la Fava

- Limite avec Cannaregio :
  - Rio de San Lio
  - Rio de Santa Marina
  - Rio dei Mendicanti (ou de San Zanipolo)

### Canaux à l'ouest de l'Arsenal
Les canaux suivants débouchent sur le bassin de San Marco, à l'ouest de l'Arsenal. D'ouest en est :
- Rio del Vin
- Rio dei Greci et Rio de San Lorenzo
- Rio de la Pietà et rio de Sant'Antonin
- Rio de la Ca' di Dio
- Rio de l'Arsenal

Autres canaux situés à l'ouest de l'Arsenal :
- Canaux est-ouest :
  - Rielo drio la Celestia (ou dell'Arsenale)
  - Rio de San Francesco de la Vigna (ou de la Celestia)
  - rio de San Giovanni Laterano

- Canaux nord-sud :
  - Rio de le Gorne
  - Rio dei Scudi (ou de Santa Ternita)
  - Rio de Santa Giustina
  - Rio de San Severo
  - Rio del Paradiso (ou del Pestrin)

- Autres canaux :
  - Rio de Santa Maria Formosa
  - Rio del Mondo Novo
  - Rio de San Martin (ou de l'Arco)
  - Rio Tetta
  - Rio de San Provolo (ou de l'Osmarin)
  - Rio de San Zaninovo (ou del Remedio)
  - Rio del Piombo
  - Rio de Sant'Antonin o dei Corazzeri (asséché)

### Canaux internes à l'Arsenal
Les canaux suivants se situent dans l'Arsenal :
- Rio de le Stopare
- Rio del Bucintoro (en partie enfoui)
- Rio de Ca' Nova (enfoui)
- Darsena Arsenale Vecchio
- Canale delle Galeazze
- Darsena Grande (ou Nova e Novissima)
- Canale di Porta Nuova

### Canaux à l'est de l'Arsenal

Canaux à l'est de l'Arsenal

Les canaux suivants débouchent sur le bassin de San Marco, à l'est de l'Arsenal.
- Rio de la Tana
- Rio de Sant'Isepo

Autres canaux :
- Canal de San Piero
- Rio de San Daniel (ou Riello)
- Rio de le Vergini
- Rio de San Gerolamo
- Rio de Sant'Ana
- Rio dei Vecchi o di Sant'Antonio (maintenant asséché)

### Île de Saint'Elena
Canaux sur Sant'Elena :
- Rio dei Giardini
- Rio de Quintavale
- Rio de Sant'Elena (ou del Stadio)
- Darsena di Sant'Elena